# Italian Dream
Italian Dream è un film del 2007 diretto da Sandro Baldoni.

## Trama
Un cinquantenne velleitario ha un sogno: aprire un ristorante di lusso a Londra con il suo nome: Antonio's.

## Distribuzione
Presentato in anteprima a Milano il 13 giugno 2007, è stato distribuito nelle sale italiane dal 27 giugno 2008.